# Contre-la-montre féminin des moins de 23 ans aux championnats du monde de cyclisme sur route 2023
Le contre-la-montre féminin des moins de 23 ans aux championnats du monde de cyclisme sur route 2023 a lieu le 10 août 2023 sur 36,4 kilomètres à Stirling, au Royaume-Uni.

## Parcours
Le départ et l'arrivée ont lieu à Stirling, ville bordée par le fleuve Forth, située en amont d'Édimbourg et à une soixantaine de kilomètres à l'ouest de la capitale écossaise.
Le parcours campagnard situé à l'ouest de la ville est assez plat et comprend plusieurs longues lignes droites. Dans les douze derniers kilomètres, les coureuses ont à franchir trois petites bosses de longueurs de 400 à 600 mètres avant d’entamer la montée finale vers le château de Stirling sur une chaussée pavée d'un peu moins d’un kilomètre avec une pente moyenne de 5,8 %.
Cette épreuve se court en même temps et sur la même distance que le contre-la-montre des élites dames.

## Favorites
23 coureuses sont éligibles aux médailles sur le contre-la-montre des moins de 23 ans qui a lieu en même temps que le contre-la-montre des élites. Les favorites sont l'Allemande Antonia Niedermaier, la Française Cédrine Kerbaol, la Belge Julie De Wilde et la Néo-Zélandaise Ella Wyllie.

## Classement
| Rang                               | Cycliste            | Pays             | Temps        |
| ---------------------------------- | ------------------- | ---------------- | ------------ |
| Médaille d'or, Coupe du Monde      | Antonia Niedermaier | Allemagne        | 49 min 27 s  |
| Médaille d'argent, Coupe du Monde  | Cédrine Kerbaol     | France           | + 8 s        |
| Médaille de bronze, Coupe du Monde | Julie De Wilde      | Belgique         | + 39 s       |
| 4                                  | Anniina Ahtosalo    | Finlande         | + 2 min 8 s  |
| 5                                  | Petra Zsankó        | Hongrie          | + 2 min 14 s |
| 6                                  | Nora Jenčušová      | Slovaquie        | + 2 min 33 s |
| 7                                  | Eliska Kvasničková  | Tchéquie         | + 2 min 50 s |
| 8                                  | Ella Wyllie         | Nouvelle-Zélande | + 3 min 19 s |
| 9                                  | Febe Jooris         | Belgique         | + 3 min 26 s |
| 10                                 | Nina Berton         | Luxembourg       | + 3 min 39 s |